# Cerro Platanal
El Cerro Platanal es parte de una formación de montaña ubicada en el extremo Noroeste del estado Guárico, Venezuela. A una altitud de 1.210 m s. n. m. el Cerro Platanal es uno de los puntos más elevados de Guárico. Está ubicado en la esquina noroeste del estado, en el punto donde se encuentran los estados Guárico, Carabobo y Cojedes.

## Ubicación
El Cerro Platanal es el punto más elevado de una región montañosa que comparte con el Cerro Quebrada de Agua (1.083 m s. n. m.) y el Cerro Taparito más al sur (903 m s. n. m.), en la punta noroeste del Municipio Ortiz, al sur de la carretera Agua Hedionda-Vallecito. 